# أكي نيلسون
أكي نيلسون (بالسويدية: Åke Nilsson)‏ هو متزحلق جبال الألب سويدي، ولد في 10 سبتمبر 1927 في Storlien ‏ في السويد، وتوفي في 5 سبتمبر 1991 في إوسترسوند في السويد.

## وصلات خارجية
- أكي نيلسون على موقع أوليمبيديا (الإنجليزية)
- أكي نيلسون على موقع اللجنة الأولمبية السويدية (السويدية)